# Chepseskaf
Chepseskaf est un pharaon de la IVe dynastie d'Égypte sous l'Ancien Empire. Il régna de six à huit ans à partir de 2500 avant notre ère. Les seules activités fermement datables de son règne sont l'achèvement du complexe du temple de la pyramide de Mykérinos et la construction de sa propre tombe en forme de mastaba à Saqqarah-Sud, le Mastaba el-Faraoun, signifiant Le banc du pharaon.

## Famille

### Ascendance
La famille de Chepseskaf est incertaine. L'égyptologue George Andrew Reisner a proposé que Chepseskaf soit le fils de Mykérinos sur la base d'un décret mentionnant que Chepseskaf achevait le temple mortuaire de Mykérinos. Cela ne peut cependant pas être considéré comme une preuve solide de filiation puisque le décret ne décrit pas la relation entre ces deux rois. De plus, l'achèvement de la tombe d'un pharaon décédé par son successeur ne dépend pas nécessairement d'une relation directe père/fils entre les deux. 
Rien n'est connu sur la mère de Chepseskaf. Si Mykérinos était en effet son père, sa mère aurait pu être l'une des épouses royales de Mykérinos :  Khâmerernebty II ou Rekhetrê.

### Épouses
Il est possible que Khentkaous Ire ait quelquefois été décrite comme étant l'une des épouses de Chepseskaf mais c'est loin d'être certain car il n'y a pas de trace du titre d'épouse du roi dans sa tombe. 

### Descendance
Khâmaât, femme d'un noble nommé Ptahchepsès et fille d'un roi, est probablement une fille de Chepseskaf.
La reine Bounéfer peut avoir été une des filles de Chepseskaf qui a servi comme prêtresse pour le culte de son père. Elle peut cependant avoir été une de ses épouses.

## Règne

### Un roi peu connu
Il fut probablement le dernier pharaon de la IVe dynastie d'Égypte s'il n'a pas été remplacé par un souverain inconnu du nom de Djédefptah, comme l'indiquent certains écrits égyptiens et, indirectement, le Canon royal de Turin. La pierre de Palerme indique bien Chepseskaf comme succédant à Mykérinos mais ne conserve de son règne que les indications relatives à sa première année de règne qui débute le onzième jour du quatrième mois de l'année avec les cérémonies du couronnement. Cette même année est celle du choix du site sur lequel s'élèvera le tombeau du roi qui est baptisé : La pyramide de Chepseskaf est purifiée et dont l'emplacement est à Saqqarah-sud. Selon des analyses de ce document et des fragments supplémentaires découverts depuis, l'espace compris entre cette première année de règne de Chepseskaf et celles de son successeur n'excède pas sept années de règne. Tout dépendrait donc de ce successeur dont certaines sources font Djédefptah ou directement Ouserkaf. Les sources complémentaires ne donnent pas plus d'information et si Manéthon, qui nomme Chepseskaf Sebercheres, lui accorde sept années de règne, le Canon royal de Turin lui en donne quatre.
Si ce probable petit-fils de Khéphren est beaucoup moins connu que lui, c'est d'une part à cause de la relative brièveté de son règne et, d'autre part, parce qu'on ne lui connaît pas beaucoup de vestiges archéologiques aussi importants que, par exemple, la pyramide de Mykérinos. Le règne de Chepseskaf reste en outre entouré de plusieurs questions troublantes qui font encore débat parmi les égyptologues et historiens faute de découvertes venant confirmer ou infirmer les différentes hypothèses à son sujet. La famille du roi, la durée de son règne, le choix du site de son tombeau ainsi que la forme définitive du monument, la succession du roi, tous ces points restent dans l'incertitude de l'histoire d'une fin de dynastie où semblent se concurrencer les différentes lignées royales pour le trône d'Horus.
Khentkaous Ire, au titre de mère de deux rois de Haute et Basse-Égypte, personnage entouré du même trouble lié à la fin de la IVe dynastie, s'est fait édifier un tombeau à proximité de celui de Mykérinos. Il semble qu'elle ait joué un rôle important dans le passage de la IVe dynastie à la Ve dynastie avec l'avènement d'Ouserkaf.

### Attestations contemporaines
Les mentions de son règne subsistent aujourd'hui à travers les rares tombes de dignitaires contemporains qui se concentrent essentiellement à Gizeh et dans une moindre mesure à Saqqarah. Ce sont de bons indices pour une durée de règne écourtée d'autant que la plupart de ces membres de la famille royale ou dignitaires de la cour ne font que citer le roi sans davantage de détails ce qui complique la compréhension de son règne.
- Sekhemkarê, fils de Khéphren, prêtre des cultes funéraires royaux dont le mastaba découvert à Gizeh (G8154) a livré l'ensemble des règnes sous lesquels il vécut depuis celui de son père jusqu’à celui de Sahourê en passant donc par celui de Chepseskaf[6],[7].
- Bounéfer, princesse de sang royal et prêtresse du culte de Chepseskaf enterrée à Gizeh (G8408). Elle aurait été la fille de Chepseskaf et aurait pratiqué elle-même les rites funéraires lors de l'enterrement de ce dernier[8],[9].
- Nisoutpounetjer, autre prêtre funéraire, dont le mastaba situé également à Gizeh (G8740) donne aussi une liste de souverains sous lesquels il servit cette fois depuis Djédefrê jusqu'à Sahourê[10],[11].
- Ptahchepsès Ier, grand prêtre de Ptah, qui fait inscrire sur la stèle fausse porte de son mastaba une biographie qui énumère également les règnes des souverains sous lesquels il vécut avec une mention particulière pour chaque règne depuis Mykérinos jusqu'à Niouserrê. On y apprend ainsi qu'il est né sous le règne de Mykérinos et qu'il est éduqué à la cour avec les enfants royaux, dont Chepseskaf. Les deux hommes devaient être intimes car non seulement Chepseskaf le nomme à la plus haute fonction du clergé de Memphis mais il lui donne également sa fille en mariage[12].
- Kaounisout, inspecteur du palais royal, qui possède aussi son mastaba à Gizeh (G8960) dans lequel Chepseskaf est cité[13].

Le seul document assuré du règne est une stèle fragmentaire retrouvée dans le temple de la pyramide de Mykérinos sur laquelle est inscrit un décret royal de Chepseskaf attestant de l'intervention du roi en faveur du temple et du culte funéraire de son prédécesseur.

## Sépulture

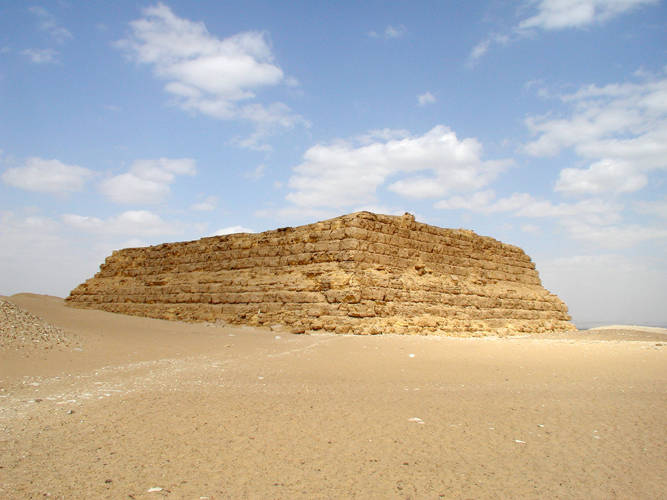
Mastaba de Chepseskaf

Si les annales et sources contemporaines qualifient le tombeau de Chepseskaf comme étant une pyramide (mer en égyptien antique) et qu'il s'est bien fait aménager un complexe funéraire, le monument n'a pas la forme d'une pyramide. Le périmètre assez grand de l'ensemble et la mention de la pierre de Palerme laissent supposer qu'initialement une pyramide avait été projetée mais que du fait du décès prématuré du souverain, il fut achevé sous la forme d'un gigantesque mastaba.
Le tombeau royal initialement devait mesurer 105 × 78 mètres. Il est construit en blocs de grès revêtus de calcaire fin de Tourah ainsi que de granit rouge d'Assouan pour les assises basses. Son aspect final devait s'apparenter à celui d'un gigantesque sarcophage à l'image du tombeau d'Osiris. Les appartements funéraires eux, sont conçus sur un plan comparable à ceux de la pyramide de Mykérinos, avec descenderie, couloir d'accès obturé par des herses de granit, antichambre et chambre funéraire de granit couverte par une voûte en chevrons, contenant le sarcophage royal.
Le tout était complété par un temple funéraire, une chaussée montante et un temple d'accueil situé à la lisière entre les terres cultivées et le désert.
Des vestiges de statues à l'effigie de Chepseskaf ont été retrouvés dans ce complexe funéraire dont deux têtes exposées au Musée du Caire, et sont d'une qualité équivalente aux fameuses triades de son père Mykérinos.
Le Mastaba Faraoun, comme l'appellent les habitants des environs, fait figure d'exception parmi les tombes royales de l'Ancien Empire. Si ce monument représentait une réelle volonté de rupture de la part de Chepseskaf, il ne pouvait être ignoré de ses contemporains et devait être bien visible depuis la capitale Memphis. Le fait que Djedkarê Isési ou encore les pharaons de la VIe dynastie aient choisi de bâtir leurs propres complexes funéraires à proximité n'est pas le fruit du hasard ou le fait d'un manque de place pour les édifier. Tout autour des dignitaires de la fin de l'Ancien Empire se feront aménager leurs mastabas.

## Culte funéraire
Un culte de Chepseskaf est attesté au Moyen Empire démontrant que le souverain n'avait pas été oublié malgré la période d'anarchie qui suivit l'effondrement de l'Ancien Empire.
Au Nouvel Empire, le prince Khâemouaset, grand prêtre de Ptah et fils de Ramsès II, ordonna au nom de son illustre père, de restaurer le sanctuaire, faisant preuve à l'endroit de Chepseskaf d'une piété égale à celle qu'il avait eu à l'égard d'autres souverains qui sont pour nous plus célèbres.